# BEMER Cyclassics 2022
BEMER Cyclassics 2022 var den 25. udgave af det tyske cykelløb BEMER Cyclassics. Det blev kørt den 21. august 2022 med start og mål i Hamborg. Løbet var det 27. arrangement på UCI World Tour 2022. Den oprindelige 25. udgave blev i 2020 og 2021 aflyst på grund af coronaviruspandemien.
Østrigske Marco Haller fra Bora-Hansgrohe vandt løbet foran Wout van Aert (Team Jumbo-Visma) og Quinten Hermans (Intermarché-Wanty-Gobert Matériaux).

## Resultat
| \| Samlede stilling \| Samlede stilling \| Samlede stilling \| Samlede stilling \| Samlede stilling \| \| Rytter \| Rytter \| Hold \| Tid \| \| \| ---------------- \| -------------------- \| ---------------------------------- \| ---------------- \| ---------------- \| \| 1. \| Marco Haller \| Bora-Hansgrohe \| 4t 37' 23" \| \| \| 2. \| Wout van Aert \| Jumbo-Visma \| + 0" \| \| \| 3. \| Quinten Hermans \| Intermarché-Wanty-Gobert Matériaux \| + 0" \| \| \| 4. \| Jhonatan Narváez \| Ineos Grenadiers \| + 0" \| \| \| 5. \| Patrick Konrad \| Bora-Hansgrohe \| + 4" \| \| \| 6. \| Jasper Philipsen \| Alpecin-Deceuninck \| + 10" \| \| \| 7. \| Phil Bauhaus \| Bahrain Victorious \| + 10" \| \| \| 8. \| Hugo Hofstetter \| Arkéa-Samsic \| + 10" \| \| \| 9. \| Max Kanter \| Movistar Team \| + 10" \| \| \| 10. \| Alexander Kristoff \| Intermarché-Wanty-Gobert Matériaux \| + 10" \| \| \| 11. \| Edvald Boasson Hagen \| TotalEnergies \| + 10" \| \| \| 12. \| Matteo Trentin \| UAE Team Emirates \| + 10" \| \| \| 13. \| Luka Mezgec \| BikeExchange-Jayco \| + 10" \| \| \| 14. \| Iván García Cortina \| Movistar Team \| + 10" \| \| \| 15. \| Axel Zingle \| Cofidis \| + 10" \| \| \| 16. \| Cristian Scaroni \| Astana Qazaqstan Team \| + 10" \| \| \| 17. \| Alberto Bettiol \| EF Education-EasyPost \| + 10" \| \| \| 18. \| Bram Welten \| Groupama-FDJ \| + 10" \| \| \| 19. \| Matis Louvel \| Arkéa-Samsic \| + 10" \| \| \| 20. \| Marijn van den Berg \| EF Education-EasyPost \| + 10" \| \| |                      |                                    |            |
| |                      |                                    |            |
| Kilder: ProCyclingStats Cycling Quotient Cycling Archives |                      |                                    |            |
| Samlede stilling |                      |                                    |            |
| Rytter | Rytter               | Hold                               | Tid        |
| 1. | Marco Haller         | Bora-Hansgrohe                     | 4t 37' 23" |
| 2. | Wout van Aert        | Jumbo-Visma                        | + 0"       |
| 3. | Quinten Hermans      | Intermarché-Wanty-Gobert Matériaux | + 0"       |
| 4. | Jhonatan Narváez     | Ineos Grenadiers                   | + 0"       |
| 5. | Patrick Konrad       | Bora-Hansgrohe                     | + 4"       |
| 6. | Jasper Philipsen     | Alpecin-Deceuninck                 | + 10"      |
| 7. | Phil Bauhaus         | Bahrain Victorious                 | + 10"      |
| 8. | Hugo Hofstetter      | Arkéa-Samsic                       | + 10"      |
| 9. | Max Kanter           | Movistar Team                      | + 10"      |
| 10. | Alexander Kristoff   | Intermarché-Wanty-Gobert Matériaux | + 10"      |
| 11. | Edvald Boasson Hagen | TotalEnergies                      | + 10"      |
| 12. | Matteo Trentin       | UAE Team Emirates                  | + 10"      |
| 13. | Luka Mezgec          | BikeExchange-Jayco                 | + 10"      |
| 14. | Iván García Cortina  | Movistar Team                      | + 10"      |
| 15. | Axel Zingle          | Cofidis                            | + 10"      |
| 16. | Cristian Scaroni     | Astana Qazaqstan Team              | + 10"      |
| 17. | Alberto Bettiol      | EF Education-EasyPost              | + 10"      |
| 18. | Bram Welten          | Groupama-FDJ                       | + 10"      |
| 19. | Matis Louvel         | Arkéa-Samsic                       | + 10"      |
| 20. | Marijn van den Berg  | EF Education-EasyPost              | + 10"      |

## Hold og ryttere
| UCI WorldTeams (18)- AG2R Citroën Team - Astana Qazaqstan Team - Bahrain Victorious - Bora-Hansgrohe - Cofidis - EF Education-EasyPost - Groupama-FDJ - Ineos Grenadiers - Intermarché-Wanty-Gobert Matériaux - Israel-Premier Tech - Jumbo-Visma - Lotto-Soudal - Movistar Team - Quick-Step Alpha Vinyl - BikeExchange-Jayco - Team DSM - Trek-Segafredo - UAE Team Emirates UCI ProTeams (3)- Alpecin-Deceuninck - Arkéa-Samsic - TotalEnergies |
| |

### Danske ryttere
| Danske ryttere på startlisten |                   |                       |           |
| Rygnummer                     | Rytter            | Hold                  | Placering |
| 63                            | Magnus Cort       | EF Education-EasyPost | 38        |
| 162                           | Asbjørn Hellemose | Trek-Segafredo        | 53        |
| 171                           | Mikkel Bjerg      | UAE Team Emirates     | 33        |

* DNF = gennemførte ikke

### Startliste
| Quick-Step Alpha Vinyl QST | Quick-Step Alpha Vinyl QST        | Quick-Step Alpha Vinyl QST |
| -------------------------- | --------------------------------- | -------------------------- |
| Nr.                        | Rytter                            | Placering                  |
| 1                          | Fabio Jakobsen (NED) (landevej)   | 30.                        |
| 2                          | Davide Ballerini (ITA)            | 74.                        |
| 3                          | Florian Sénéchal (FRA) (landevej) | 22.                        |
| 4                          | Stijn Steels (BEL)                | 106.                       |
| 5                          | Yves Lampaert (BEL)               | 111.                       |
| 6                          | Bert Van Lerberghe (BEL)          | 99.                        |
| 7                          | Stan Van Tricht (BEL)             | 37.                        |

| AG2R Citroën Team ACT | AG2R Citroën Team ACT   | AG2R Citroën Team ACT |
| --------------------- | ----------------------- | --------------------- |
| Nr.                   | Rytter                  | Placering             |
| 11                    | Anthony Jullien (FRA)   | 118.                  |
| 12                    | Greg Van Avermaet (BEL) | 27.                   |
| 13                    | Lawrence Naesen (BEL)   | 96.                   |
| 14                    | Oliver Naesen (BEL)     | 80.                   |
| 15                    | Marc Sarreau (FRA)      | DNF                   |
| 16                    | Michael Schär (SUI)     | 50.                   |
| 17                    | Gijs Van Hoecke (BEL)   | DNF                   |

| Astana Qazaqstan Team AST | Astana Qazaqstan Team AST        | Astana Qazaqstan Team AST |
| ------------------------- | -------------------------------- | ------------------------- |
| Nr.                       | Rytter                           | Placering                 |
| 21                        | Leonardo Basso (ITA)             | 83.                       |
| 22                        | Manuele Boaro (ITA)              | 100.                      |
| 23                        | Dmitrij Gruzdev (KAZ)            | 81.                       |
| 24                        | Jevgenij Giditj (KAZ) (landevej) | 128.                      |
| 25                        | Davide Martinelli (ITA)          | 121.                      |
| 26                        | Antonio Nibali (ITA)             | 77.                       |
| 27                        | Cristian Scaroni (ITA)           | 16.                       |

| Bahrain Victorious TBV | Bahrain Victorious TBV           | Bahrain Victorious TBV |
| ---------------------- | -------------------------------- | ---------------------- |
| Nr.                    | Rytter                           | Placering              |
| 31                     | Phil Bauhaus (GER)               | 7.                     |
| 32                     | Heinrich Haussler (AUS)          | 38.                    |
| 33                     | Jonathan Milan (ITA)             | 98.                    |
| 34                     | Jan Tratnik (SLO)                | 47.                    |
| 35                     | Kamil Gradek (POL)               | 107.                   |
| 36                     | Matevž Govekar (SLO)             | 119.                   |
| 37                     | Yukiya Arashiro (JPN) (landevej) | 59.                    |

| Bora-Hansgrohe BOH | Bora-Hansgrohe BOH           | Bora-Hansgrohe BOH |
| ------------------ | ---------------------------- | ------------------ |
| Nr.                | Rytter                       | Placering          |
| 41                 | Shane Archbold (NZL)         | 110.               |
| 42                 | Patrick Gamper (AUT)         | 125.               |
| 43                 | Marco Haller (AUT)           | 1.                 |
| 44                 | Patrick Konrad (AUT)         | 5.                 |
| 45                 | Nils Politt (GER) (landevej) | 24.                |
| 46                 | Ide Schelling (NED)          | 56.                |
| 47                 | Lukas Pöstlberger (AUT)      | 122.               |

| Cofidis COF | Cofidis COF               | Cofidis COF |
| ----------- | ------------------------- | ----------- |
| Nr.         | Rytter                    | Placering   |
| 51          | Max Walscheid (GER)       | 71.         |
| 52          | Piet Allegaert (BEL)      | 113.        |
| 53          | Tom Bohli (SUI)           | 73.         |
| 54          | Wesley Kreder (NED)       | 112.        |
| 55          | Pierre-Luc Périchon (FRA) | 40.         |
| 56          | Kenneth Vanbilsen (BEL)   | 97.         |
| 57          | Axel Zingle (FRA)         | 15.         |

| EF Education-EasyPost EFE | EF Education-EasyPost EFE | EF Education-EasyPost EFE |
| ------------------------- | ------------------------- | ------------------------- |
| Nr.                       | Rytter                    | Placering                 |
| 61                        | Alberto Bettiol (ITA)     | 17.                       |
| 62                        | Stefan Bissegger (SUI)    | 44.                       |
| 63                        | Magnus Cort (DEN)         | 39.                       |
| 64                        | Jens Keukeleire (BEL)     | 62.                       |
| 65                        | Sebastian Langeveld (NED) | DNF                       |
| 66                        | Jonas Rutsch (GER)        | 52.                       |
| 67                        | Marijn van den Berg (NED) | 20.                       |

| Groupama-FDJ GFC | Groupama-FDJ GFC          | Groupama-FDJ GFC |
| ---------------- | ------------------------- | ---------------- |
| Nr.              | Rytter                    | Placering        |
| 71               | Arnaud Démare (FRA)       | DNF              |
| 72               | Jacopo Guarnieri (ITA)    | DNF              |
| 73               | Ignatas Konovalovas (LTU) | 64.              |
| 74               | Ramon Sinkeldam (NED)     | 76.              |
| 75               | Bram Welten (NED)         | 18.              |
| 76               | Clément Davy (FRA)        | 130.             |
| 77               | Lars van den Berg (NED)   | 102.             |

| Ineos Grenadiers IGD | Ineos Grenadiers IGD   | Ineos Grenadiers IGD |
| -------------------- | ---------------------- | -------------------- |
| Nr.                  | Rytter                 | Placering            |
| 81                   | Salvatore Puccio (ITA) | 85.                  |
| 82                   | Kim Heiduk (GER)       | 36.                  |
| 83                   | Jhonatan Narváez (ECU) | 4.                   |
| 84                   | Magnus Sheffield (USA) | 34.                  |
| 85                   | Ben Swift (GBR)        | 94.                  |
| 86                   | Luke Rowe (GBR)        | 87.                  |
| 87                   | Elia Viviani (ITA)     | 25.                  |

| Intermarché-Wanty-Gobert Matériaux IWG | Intermarché-Wanty-Gobert Matériaux IWG | Intermarché-Wanty-Gobert Matériaux IWG |
| -------------------------------------- | -------------------------------------- | -------------------------------------- |
| Nr.                                    | Rytter                                 | Placering                              |
| 91                                     | Quinten Hermans (BEL)                  | 3.                                     |
| 92                                     | Alexander Kristoff (NOR)               | 10.                                    |
| 93                                     | Barnabás Peák (HUN)                    | 124.                                   |
| 94                                     | Adrien Petit (FRA)                     | 116.                                   |
| 95                                     | Taco van der Hoorn (NED)               | 117.                                   |
| 96                                     | Aimé De Gendt (BEL)                    | 63.                                    |
| 97                                     | Georg Zimmermann (GER)                 | 26.                                    |

| Israel-Premier Tech IPT | Israel-Premier Tech IPT | Israel-Premier Tech IPT |
| ----------------------- | ----------------------- | ----------------------- |
| Nr.                     | Rytter                  | Placering               |
| 101                     | James Piccoli (CAN)     | 68.                     |
| 102                     | Jenthe Biermans (BEL)   | 21.                     |
| 103                     | Reto Hollenstein (SUI)  | 51.                     |
| 104                     | Giacomo Nizzolo (ITA)   | 65.                     |
| 105                     | Tom Van Asbroeck (BEL)  | 43.                     |
| 106                     | Sep Vanmarcke (BEL)     | 101.                    |
| 107                     | Sebastian Berwick (AUS) | DNF                     |

| Jumbo-Visma TJV | Jumbo-Visma TJV            | Jumbo-Visma TJV |
| --------------- | -------------------------- | --------------- |
| Nr.             | Rytter                     | Placering       |
| 111             | Wout van Aert (BEL)        | 2.              |
| 112             | Pascal Eenkhoorn (NED)     | 120.            |
| 113             | Tosh Van der Sande (BEL)   | DNF             |
| 114             | Jos van Emden (NED)        | DNF             |
| 115             | Lennard Hofstede (NED)     | DNS             |
| 116             | Nathan Van Hooydonck (BEL) | 57.             |
| 117             | Christophe Laporte (FRA)   | DNF             |

| Lotto-Soudal LTS | Lotto-Soudal LTS                             | Lotto-Soudal LTS |
| ---------------- | -------------------------------------------- | ---------------- |
| Nr.              | Rytter                                       | Placering        |
| 121              | Jasper De Buyst (BEL)                        | 90.              |
| 122              | Caleb Ewan (AUS)                             | 88.              |
| 123              | Frederik Frison (BEL)                        | 123.             |
| 124              | Reinardt Janse van Rensburg (RSA) (landevej) | 105.             |
| 125              | Brent Van Moer (BEL)                         | 28.              |
| 126              | Florian Vermeersch (BEL)                     | 129.             |
| 127              | Tim Wellens (BEL)                            | 86.              |

| Movistar Team MOV | Movistar Team MOV                      | Movistar Team MOV |
| ----------------- | -------------------------------------- | ----------------- |
| Nr.               | Rytter                                 | Placering         |
| 131               | Gonzalo Serrano (ESP)                  | 66.               |
| 132               | Iván García Cortina (ESP)              | 14.               |
| 133               | Juri Hollmann (GER)                    | 49.               |
| 134               | Óscar Rodríguez (ESP)                  | 67.               |
| 135               | Max Kanter (GER)                       | 9.                |
| 136               | Oier Lazkano (ESP)                     | 91.               |
| 137               | Vinicius Rangel Costa (BRA) (landevej) | 92.               |

| BikeExchange-Jayco BEX | BikeExchange-Jayco BEX      | BikeExchange-Jayco BEX |
| ---------------------- | --------------------------- | ---------------------- |
| Nr.                    | Rytter                      | Placering              |
| 141                    | Jack Bauer (NZL)            | DNF                    |
| 142                    | Dylan Groenewegen (NED)     | 46.                    |
| 143                    | Amund Grøndahl Jansen (NOR) | DNF                    |
| 144                    | Jan Maas (NED)              | 48.                    |
| 145                    | Alexander Konysjev (ITA)    | 75.                    |
| 146                    | Campbell Stewart (NZL)      | 95.                    |
| 147                    | Luka Mezgec (SLO)           | 13.                    |

| Team DSM DSM | Team DSM DSM          | Team DSM DSM |
| ------------ | --------------------- | ------------ |
| Nr.          | Rytter                | Placering    |
| 151          | Pavel Bittner (CZE)   | 61.          |
| 152          | Cees Bol (NED)        | 41.          |
| 153          | Romain Combaud (FRA)  | 55.          |
| 154          | Alberto Dainese (ITA) | 93.          |
| 155          | Nico Denz (GER)       | DNF          |
| 156          | Nils Eekhoff (NED)    | DNF          |
| 157          | Martijn Tusveld (NED) | 60.          |

| Trek-Segafredo TFS | Trek-Segafredo TFS      | Trek-Segafredo TFS |
| ------------------ | ----------------------- | ------------------ |
| Nr.                | Rytter                  | Placering          |
| 161                | Marc Brustenga (ESP)    | 127.               |
| 162                | Asbjørn Hellemose (DEN) | 54.                |
| 163                | Markus Hoelgaard (NOR)  | 23.                |
| 164                | Jacopo Mosca (ITA)      | 84.                |
| 165                | Matteo Moschetti (ITA)  | 115.               |
| 166                | Edward Theuns (BEL)     | 109.               |
| 167                | Otto Vergaerde (BEL)    | 126.               |

| UAE Team Emirates UAD | UAE Team Emirates UAD  | UAE Team Emirates UAD |
| --------------------- | ---------------------- | --------------------- |
| Nr.                   | Rytter                 | Placering             |
| 171                   | Mikkel Bjerg (DEN)     | 33.                   |
| 172                   | Fernando Gaviria (COL) | DNF                   |
| 173                   | Ryan Gibbons (RSA)     | 29.                   |
| 174                   | Felix Groß (GER)       | 45.                   |
| 175                   | Davide Formolo (ITA)   | 79.                   |
| 176                   | Matteo Trentin (ITA)   | 12.                   |
| 177                   | Oliviero Troia (ITA)   | 35.                   |

| Alpecin-Deceuninck AFC | Alpecin-Deceuninck AFC      | Alpecin-Deceuninck AFC |
| ---------------------- | --------------------------- | ---------------------- |
| Nr.                    | Rytter                      | Placering              |
| 181                    | Jasper Philipsen (BEL)      | 6.                     |
| 182                    | Maurice Ballerstedt (GER)   | DNF                    |
| 183                    | Tobias Bayer (AUT)          | 70.                    |
| 184                    | Kristian Sbaragli (ITA)     | 89.                    |
| 185                    | Edward Planckaert (BEL)     | 104.                   |
| 186                    | Fabio Van den Bossche (BEL) | 108.                   |
| 187                    | Julien Vermote (BEL)        | 69.                    |

| Arkéa-Samsic ARK | Arkéa-Samsic ARK        | Arkéa-Samsic ARK |
| ---------------- | ----------------------- | ---------------- |
| Nr.              | Rytter                  | Placering        |
| 191              | Donavan Grondin (FRA)   | 32.              |
| 192              | Hugo Hofstetter (FRA)   | 8.               |
| 193              | Amaury Capiot (BEL)     | 42.              |
| 194              | Benjamin Declercq (BEL) | 58.              |
| 195              | Matis Louvel (FRA)      | 19.              |
| 196              | Markus Pajur (EST)      | 72.              |
| 197              | Christophe Noppe (BEL)  | 103.             |

| TotalEnergies TEN | TotalEnergies TEN            | TotalEnergies TEN |
| ----------------- | ---------------------------- | ----------------- |
| Nr.               | Rytter                       | Placering         |
| 201               | Maciej Bodnar (POL)          |                   |
| 202               | Edvald Boasson Hagen (NOR)   | 11.               |
| 203               | Fabien Doubey (FRA)          | 53.               |
| 204               | Lorrenzo Manzin (FRA)        | 82.               |
| 205               | Daniel Oss (ITA)             | 78.               |
| 206               | Juraj Sagan (SVK)            | 114.              |
| 207               | Peter Sagan (SVK) (landevej) | 31.               |

| Quick-Step Alpha Vinyl QST | Quick-Step Alpha Vinyl QST        | Quick-Step Alpha Vinyl QST |
| -------------------------- | --------------------------------- | -------------------------- |
| Nr.                        | Rytter                            | Placering                  |
| 1                          | Fabio Jakobsen (NED) (landevej)   | 30.                        |
| 2                          | Davide Ballerini (ITA)            | 74.                        |
| 3                          | Florian Sénéchal (FRA) (landevej) | 22.                        |
| 4                          | Stijn Steels (BEL)                | 106.                       |
| 5                          | Yves Lampaert (BEL)               | 111.                       |
| 6                          | Bert Van Lerberghe (BEL)          | 99.                        |
| 7                          | Stan Van Tricht (BEL)             | 37.                        |

| AG2R Citroën Team ACT | AG2R Citroën Team ACT   | AG2R Citroën Team ACT |
| --------------------- | ----------------------- | --------------------- |
| Nr.                   | Rytter                  | Placering             |
| 11                    | Anthony Jullien (FRA)   | 118.                  |
| 12                    | Greg Van Avermaet (BEL) | 27.                   |
| 13                    | Lawrence Naesen (BEL)   | 96.                   |
| 14                    | Oliver Naesen (BEL)     | 80.                   |
| 15                    | Marc Sarreau (FRA)      | DNF                   |
| 16                    | Michael Schär (SUI)     | 50.                   |
| 17                    | Gijs Van Hoecke (BEL)   | DNF                   |

| Astana Qazaqstan Team AST | Astana Qazaqstan Team AST        | Astana Qazaqstan Team AST |
| ------------------------- | -------------------------------- | ------------------------- |
| Nr.                       | Rytter                           | Placering                 |
| 21                        | Leonardo Basso (ITA)             | 83.                       |
| 22                        | Manuele Boaro (ITA)              | 100.                      |
| 23                        | Dmitrij Gruzdev (KAZ)            | 81.                       |
| 24                        | Jevgenij Giditj (KAZ) (landevej) | 128.                      |
| 25                        | Davide Martinelli (ITA)          | 121.                      |
| 26                        | Antonio Nibali (ITA)             | 77.                       |
| 27                        | Cristian Scaroni (ITA)           | 16.                       |

| Bahrain Victorious TBV | Bahrain Victorious TBV           | Bahrain Victorious TBV |
| ---------------------- | -------------------------------- | ---------------------- |
| Nr.                    | Rytter                           | Placering              |
| 31                     | Phil Bauhaus (GER)               | 7.                     |
| 32                     | Heinrich Haussler (AUS)          | 38.                    |
| 33                     | Jonathan Milan (ITA)             | 98.                    |
| 34                     | Jan Tratnik (SLO)                | 47.                    |
| 35                     | Kamil Gradek (POL)               | 107.                   |
| 36                     | Matevž Govekar (SLO)             | 119.                   |
| 37                     | Yukiya Arashiro (JPN) (landevej) | 59.                    |

| Bora-Hansgrohe BOH | Bora-Hansgrohe BOH           | Bora-Hansgrohe BOH |
| ------------------ | ---------------------------- | ------------------ |
| Nr.                | Rytter                       | Placering          |
| 41                 | Shane Archbold (NZL)         | 110.               |
| 42                 | Patrick Gamper (AUT)         | 125.               |
| 43                 | Marco Haller (AUT)           | 1.                 |
| 44                 | Patrick Konrad (AUT)         | 5.                 |
| 45                 | Nils Politt (GER) (landevej) | 24.                |
| 46                 | Ide Schelling (NED)          | 56.                |
| 47                 | Lukas Pöstlberger (AUT)      | 122.               |

| Cofidis COF | Cofidis COF               | Cofidis COF |
| ----------- | ------------------------- | ----------- |
| Nr.         | Rytter                    | Placering   |
| 51          | Max Walscheid (GER)       | 71.         |
| 52          | Piet Allegaert (BEL)      | 113.        |
| 53          | Tom Bohli (SUI)           | 73.         |
| 54          | Wesley Kreder (NED)       | 112.        |
| 55          | Pierre-Luc Périchon (FRA) | 40.         |
| 56          | Kenneth Vanbilsen (BEL)   | 97.         |
| 57          | Axel Zingle (FRA)         | 15.         |

| EF Education-EasyPost EFE | EF Education-EasyPost EFE | EF Education-EasyPost EFE |
| ------------------------- | ------------------------- | ------------------------- |
| Nr.                       | Rytter                    | Placering                 |
| 61                        | Alberto Bettiol (ITA)     | 17.                       |
| 62                        | Stefan Bissegger (SUI)    | 44.                       |
| 63                        | Magnus Cort (DEN)         | 39.                       |
| 64                        | Jens Keukeleire (BEL)     | 62.                       |
| 65                        | Sebastian Langeveld (NED) | DNF                       |
| 66                        | Jonas Rutsch (GER)        | 52.                       |
| 67                        | Marijn van den Berg (NED) | 20.                       |

| Groupama-FDJ GFC | Groupama-FDJ GFC          | Groupama-FDJ GFC |
| ---------------- | ------------------------- | ---------------- |
| Nr.              | Rytter                    | Placering        |
| 71               | Arnaud Démare (FRA)       | DNF              |
| 72               | Jacopo Guarnieri (ITA)    | DNF              |
| 73               | Ignatas Konovalovas (LTU) | 64.              |
| 74               | Ramon Sinkeldam (NED)     | 76.              |
| 75               | Bram Welten (NED)         | 18.              |
| 76               | Clément Davy (FRA)        | 130.             |
| 77               | Lars van den Berg (NED)   | 102.             |

| Ineos Grenadiers IGD | Ineos Grenadiers IGD   | Ineos Grenadiers IGD |
| -------------------- | ---------------------- | -------------------- |
| Nr.                  | Rytter                 | Placering            |
| 81                   | Salvatore Puccio (ITA) | 85.                  |
| 82                   | Kim Heiduk (GER)       | 36.                  |
| 83                   | Jhonatan Narváez (ECU) | 4.                   |
| 84                   | Magnus Sheffield (USA) | 34.                  |
| 85                   | Ben Swift (GBR)        | 94.                  |
| 86                   | Luke Rowe (GBR)        | 87.                  |
| 87                   | Elia Viviani (ITA)     | 25.                  |

| Intermarché-Wanty-Gobert Matériaux IWG | Intermarché-Wanty-Gobert Matériaux IWG | Intermarché-Wanty-Gobert Matériaux IWG |
| -------------------------------------- | -------------------------------------- | -------------------------------------- |
| Nr.                                    | Rytter                                 | Placering                              |
| 91                                     | Quinten Hermans (BEL)                  | 3.                                     |
| 92                                     | Alexander Kristoff (NOR)               | 10.                                    |
| 93                                     | Barnabás Peák (HUN)                    | 124.                                   |
| 94                                     | Adrien Petit (FRA)                     | 116.                                   |
| 95                                     | Taco van der Hoorn (NED)               | 117.                                   |
| 96                                     | Aimé De Gendt (BEL)                    | 63.                                    |
| 97                                     | Georg Zimmermann (GER)                 | 26.                                    |

| Israel-Premier Tech IPT | Israel-Premier Tech IPT | Israel-Premier Tech IPT |
| ----------------------- | ----------------------- | ----------------------- |
| Nr.                     | Rytter                  | Placering               |
| 101                     | James Piccoli (CAN)     | 68.                     |
| 102                     | Jenthe Biermans (BEL)   | 21.                     |
| 103                     | Reto Hollenstein (SUI)  | 51.                     |
| 104                     | Giacomo Nizzolo (ITA)   | 65.                     |
| 105                     | Tom Van Asbroeck (BEL)  | 43.                     |
| 106                     | Sep Vanmarcke (BEL)     | 101.                    |
| 107                     | Sebastian Berwick (AUS) | DNF                     |

| Jumbo-Visma TJV | Jumbo-Visma TJV            | Jumbo-Visma TJV |
| --------------- | -------------------------- | --------------- |
| Nr.             | Rytter                     | Placering       |
| 111             | Wout van Aert (BEL)        | 2.              |
| 112             | Pascal Eenkhoorn (NED)     | 120.            |
| 113             | Tosh Van der Sande (BEL)   | DNF             |
| 114             | Jos van Emden (NED)        | DNF             |
| 115             | Lennard Hofstede (NED)     | DNS             |
| 116             | Nathan Van Hooydonck (BEL) | 57.             |
| 117             | Christophe Laporte (FRA)   | DNF             |

| Lotto-Soudal LTS | Lotto-Soudal LTS                             | Lotto-Soudal LTS |
| ---------------- | -------------------------------------------- | ---------------- |
| Nr.              | Rytter                                       | Placering        |
| 121              | Jasper De Buyst (BEL)                        | 90.              |
| 122              | Caleb Ewan (AUS)                             | 88.              |
| 123              | Frederik Frison (BEL)                        | 123.             |
| 124              | Reinardt Janse van Rensburg (RSA) (landevej) | 105.             |
| 125              | Brent Van Moer (BEL)                         | 28.              |
| 126              | Florian Vermeersch (BEL)                     | 129.             |
| 127              | Tim Wellens (BEL)                            | 86.              |

| Movistar Team MOV | Movistar Team MOV                      | Movistar Team MOV |
| ----------------- | -------------------------------------- | ----------------- |
| Nr.               | Rytter                                 | Placering         |
| 131               | Gonzalo Serrano (ESP)                  | 66.               |
| 132               | Iván García Cortina (ESP)              | 14.               |
| 133               | Juri Hollmann (GER)                    | 49.               |
| 134               | Óscar Rodríguez (ESP)                  | 67.               |
| 135               | Max Kanter (GER)                       | 9.                |
| 136               | Oier Lazkano (ESP)                     | 91.               |
| 137               | Vinicius Rangel Costa (BRA) (landevej) | 92.               |

| BikeExchange-Jayco BEX | BikeExchange-Jayco BEX      | BikeExchange-Jayco BEX |
| ---------------------- | --------------------------- | ---------------------- |
| Nr.                    | Rytter                      | Placering              |
| 141                    | Jack Bauer (NZL)            | DNF                    |
| 142                    | Dylan Groenewegen (NED)     | 46.                    |
| 143                    | Amund Grøndahl Jansen (NOR) | DNF                    |
| 144                    | Jan Maas (NED)              | 48.                    |
| 145                    | Alexander Konysjev (ITA)    | 75.                    |
| 146                    | Campbell Stewart (NZL)      | 95.                    |
| 147                    | Luka Mezgec (SLO)           | 13.                    |

| Team DSM DSM | Team DSM DSM          | Team DSM DSM |
| ------------ | --------------------- | ------------ |
| Nr.          | Rytter                | Placering    |
| 151          | Pavel Bittner (CZE)   | 61.          |
| 152          | Cees Bol (NED)        | 41.          |
| 153          | Romain Combaud (FRA)  | 55.          |
| 154          | Alberto Dainese (ITA) | 93.          |
| 155          | Nico Denz (GER)       | DNF          |
| 156          | Nils Eekhoff (NED)    | DNF          |
| 157          | Martijn Tusveld (NED) | 60.          |

| Trek-Segafredo TFS | Trek-Segafredo TFS      | Trek-Segafredo TFS |
| ------------------ | ----------------------- | ------------------ |
| Nr.                | Rytter                  | Placering          |
| 161                | Marc Brustenga (ESP)    | 127.               |
| 162                | Asbjørn Hellemose (DEN) | 54.                |
| 163                | Markus Hoelgaard (NOR)  | 23.                |
| 164                | Jacopo Mosca (ITA)      | 84.                |
| 165                | Matteo Moschetti (ITA)  | 115.               |
| 166                | Edward Theuns (BEL)     | 109.               |
| 167                | Otto Vergaerde (BEL)    | 126.               |

| UAE Team Emirates UAD | UAE Team Emirates UAD  | UAE Team Emirates UAD |
| --------------------- | ---------------------- | --------------------- |
| Nr.                   | Rytter                 | Placering             |
| 171                   | Mikkel Bjerg (DEN)     | 33.                   |
| 172                   | Fernando Gaviria (COL) | DNF                   |
| 173                   | Ryan Gibbons (RSA)     | 29.                   |
| 174                   | Felix Groß (GER)       | 45.                   |
| 175                   | Davide Formolo (ITA)   | 79.                   |
| 176                   | Matteo Trentin (ITA)   | 12.                   |
| 177                   | Oliviero Troia (ITA)   | 35.                   |

| Alpecin-Deceuninck AFC | Alpecin-Deceuninck AFC      | Alpecin-Deceuninck AFC |
| ---------------------- | --------------------------- | ---------------------- |
| Nr.                    | Rytter                      | Placering              |
| 181                    | Jasper Philipsen (BEL)      | 6.                     |
| 182                    | Maurice Ballerstedt (GER)   | DNF                    |
| 183                    | Tobias Bayer (AUT)          | 70.                    |
| 184                    | Kristian Sbaragli (ITA)     | 89.                    |
| 185                    | Edward Planckaert (BEL)     | 104.                   |
| 186                    | Fabio Van den Bossche (BEL) | 108.                   |
| 187                    | Julien Vermote (BEL)        | 69.                    |

| Arkéa-Samsic ARK | Arkéa-Samsic ARK        | Arkéa-Samsic ARK |
| ---------------- | ----------------------- | ---------------- |
| Nr.              | Rytter                  | Placering        |
| 191              | Donavan Grondin (FRA)   | 32.              |
| 192              | Hugo Hofstetter (FRA)   | 8.               |
| 193              | Amaury Capiot (BEL)     | 42.              |
| 194              | Benjamin Declercq (BEL) | 58.              |
| 195              | Matis Louvel (FRA)      | 19.              |
| 196              | Markus Pajur (EST)      | 72.              |
| 197              | Christophe Noppe (BEL)  | 103.             |

| TotalEnergies TEN | TotalEnergies TEN            | TotalEnergies TEN |
| ----------------- | ---------------------------- | ----------------- |
| Nr.               | Rytter                       | Placering         |
| 201               | Maciej Bodnar (POL)          |                   |
| 202               | Edvald Boasson Hagen (NOR)   | 11.               |
| 203               | Fabien Doubey (FRA)          | 53.               |
| 204               | Lorrenzo Manzin (FRA)        | 82.               |
| 205               | Daniel Oss (ITA)             | 78.               |
| 206               | Juraj Sagan (SVK)            | 114.              |
| 207               | Peter Sagan (SVK) (landevej) | 31.               |